# Hombre de Lunares (cómic)
Polka-Dot Man (Abner Krill) es un personaje ficticio y supervillano que aparece en los cómics estadounidenses publicados por DC Comics, principalmente como un enemigo menor de Batman, perteneciente al colectivo de adversarios que conforman la galería de villanos de Batman.
Polka-Dot Man hizo su debut cinematográfico en la película del Universo extendido de DC, El Escuadrón Suicida (2021) de James Gunn, interpretado por David Dastmalchian.

## Historial de publicaciones
Polka-Dot Man apareció por primera vez en Detective Comics #300 (febrero de 1962), creado por el escritor Bill Finger y el artista Sheldon Moldoff.

## Biografía ficticia

### Convertirse en Polka-Dot Man
Poco después de que Batman comenzara a aparecer en Gotham City, su creciente renombre inspiró a toda una generación de villanos disfrazados que cometieron crímenes en gran parte inofensivos para atraer su atención con la esperanza de igualar el ingenio con el legendario justiciero. Entre ellos se encontraba un ladrón local llamado Abner Krill, que decidió, por razones desconocidas, lanzar una ola de crímenes basada en manchas y puntos en Gotham City, donde inevitablemente entró en conflicto con Batman y Robin. Como el Mister Polka-Dot vestía un traje cubierto de manchas (que, al ser de diferentes tamaños y colores, no eran lunares reales); una vez que se quitan del disfraz, las manchas podrían usarse para una variedad de propósitos, como crear armas mortales y un extraño vehículo de escape. Logró capturar a Robin, pero Batman lo derrotó.

### Regreso a la villanía
Años más tarde, Krill (que ahora se llama a sí mismo Polka-Dot Man) fue llevado al crimen una vez más cuando se encontró desempleado, sin un centavo y desesperado por pagar sus cuentas. Ya no podía pagar su disfraz original trucado electrónicamente, en su lugar, recurrió al uso de un bate de béisbol en un intento mal pensado de robar una joyería, lo que resultó en que agrediera al oficial Foley del Departamento de Policía de Gotham City, causando heridas leves. Luego fue golpeado brutalmente por el detective Harvey Bullock, que estaba harto de los villanos disfrazados en la ciudad. El asalto puso a Polka-Dot Man en tracción y presentó una demanda por brutalidad contra el departamento de policía, lo que resultó en que Bullock se viera obligado a ver a un psiquiatra.
Después de su recuperación, Krill se convirtió en un alcohólico comprometido que pasaba más tiempo bebiendo en un estupor en bares sórdidos que molestando a Batman. El hecho de que Robin lo hubiera rastreado con un leopardo se convirtió en una especie de broma entre otros villanos. Como Nightwing, Dick Grayson se encontró con Polka-Dot Man por segunda vez cuando destrozó My Alibi, un bar conocido por los habituales del inframundo que daban fe del paradero del otro cuando estaban cometiendo crímenes. Nightwing lanzó a Krill a través de un escaparate y lo lanzó a la calle, donde fue recogido por la policía.

### Muerte
Más tarde, Mister Polka-Dot (habiendo reasumido su alias original) reapareció con una nueva apariencia, uniéndose a un grupo de villanos que trabajaban para el General Immortus. Immortus, con la ayuda del Profesor Milo, mejoró los poderes y artilugios de los villanos. Como seguidor del General Immortus, el Profesor Milo presumiblemente ha operado a Mister Polka-Dot para internalizar su tecnología. El grupo se deshizo cuando fueron traicionados por la Llama Humana. La mayoría murieron en la brutal batalla, incluido Mister Polka-Dot. Su cabeza fue aplastada después de que una tapa de alcantarilla aterrizara sobre ella.

## Poderes y habilidades
Cuando creó su disfraz, Abner Krill poseía tecnología avanzada en forma de lunares del disfraz, que se controlaban a través del cinturón del disfraz. Cuando se unían a su disfraz, eran inertes, pero una vez que se los quitaba, aumentaban de tamaño y se convertían en varios dispositivos diferentes que podrían ayudarlo en sus juergas delictivas, sobre todo en un platillo volante que usaba como vehículo de escape.
Otras habilidades de Abner son que actualmente se encuentra infectado por un virus interdimensional el cual hace que este pueda crear lunares de manera biológica, desafortunadamente esta también puede ser su debilidad ya que los lunares pueden derretir al usuario.
Los puntos trucados utilizados por Polka-Dot Man incluyen:
- Flying Buzzsaw Dot, un lunar rojo diseñado como proyectil. El punto tenía un mecanismo interior giratorio sobre el que se montaba una hoja de sierra circular.
- Flying Saucer Dot, un lunar amarillo que se expandió rápidamente hasta convertirse en un planeador plano del tamaño de un hombre. Se manejaba mediante una serie de botones o interruptores en el cinturón del Polka-Dot Man.
- Sun Dot, un lunar dorado diseñado como proyectil. Fue trucado para parecerse a un modelo del sol y emitió una luz cegadora y desorientadora similar a una bengala.
- Bubble Dot, un lunar blanco que se expandió hasta convertirse en una cápsula translúcida capaz de volar. Al igual que el Flying Saucer Dot, estaba dirigido por un aparato de cinturón.
- Los Fist Dots eran lunares rojos, amarillos y naranjas diseñados como proyectiles. Fueron lanzados a la vez y trucados para parecerse a puños humanos. Cuando rebotan en oponentes a corta distancia y en concierto, estos puntos pueden producir efectos de conmoción cerebral.
- Hole Dot, un lunar negro al que Polka-Dot Man se refiere simplemente como un "agujero". Abrió lo que parecía ser un sistema de transporte de teletransportación y presumiblemente se desarrolló con la ayuda del General Immortus.
- Forearm launchers, cuando abre estos lanzadores y extiende su brazo es posible que este lance sus lunares ácidos pudiendo derretir cualquier cosa.

## Otras versiones

### Injustice 2
Polka-Dot Man aparece en el cómic precuela de Injustice 2. Siguiendo los eventos del primer juego, se lo muestra como miembro del Escuadrón Suicida de este universo. Sin embargo, después de que un misterioso villano (en realidad Jason Todd disfrazado de Batman) aparece y toma el control del Escuadrón, mata a Polka-Dot Man usando la bomba implantada en su cuello, considerándolo inútil.

### Batman '66
Polka-Dot Man hace un cameo en el número final de la serie de cómics Batman '66, ambientada en el universo de la serie de televisión Batman de 1966.

## En otros medios

### Televisión
Polka-Dot Man hace apariciones menores en los episodios de la serie animada de Batman: The Brave and the Bold, "Legends of the Dark Mite!" y "Joker: The Vile and the Villainous!".

### Película
- Polka-Dot Man hace un cameo sin hablar en la película animada The Lego Batman Movie.
- Polka-Dot Man aparece en la película del Universo extendido de DC, El Escuadrón Suicida (2021), interpretado por David Dastmalchian. Esta versión es el hijo de una científica de los S.T.A.R. Labs que lo expuso a él y a sus hermanos a un virus interdimensional en un intento de convertirlos en superhéroes. Como resultado, manifestó una enfermedad que le hace crecer lunares multicolores y pústulas brillantes en su cuerpo con el tiempo, que tiene que expulsar al menos dos veces al día para estabilizarse y puede usar como proyectiles destructivos. Después de matar a su madre, lo enviaron a la penitenciaría de Belle Reve. Como resultado de su educación traumática, Polka-Dot Man percibe a todos los que lo rodean como su madre. En el presente, Polka-Dot Man es reclutado por Amanda Waller a Fuerza Especial X y enviado a infiltrarse y destruir un laboratorio de Corto Maltés llamado Jötunheim. Mientras ayuda al escuadrón en un asalto a Starro, pero desafortunadamente es aplastado por uno de sus tentáculos de este ser extraterrestre mientras en un momento de felicidad y satisfacción exclama ser un superhéroe.

### Videojuegos
- Polka-Dot Man aparece como un personaje jugable desbloqueable en Lego Batman 3: Beyond Gotham, con la voz de Dee Bradley Baker.
- Polka-Dot Man aparece como un personaje jugable desbloqueable en Lego DC Super-Villains, con la voz de Greg Miller.[13][14]

### Varios
Polka-Dot Man también apareció en el cómic de The All-New Batman: Brave & the Bold, en el que Bati-duende lo convocó a él y al Eraser para luchar contra Batman y Batgirl.